# 허프 (드라마)
《허프》(영어: Huff, 영어: HUFF!로 표현)는 2004년부터 2006년까지 쇼타임에서 방영된 미국의 코미디 드라마 텔레비전 시리즈이다.

## 출연진
메인
- 행크 어제리아
- 패짓 브루스터
- 올리버 플랫
- 블라이드 대너
- 안톤 옐친
- 앤디 코모
- 리자 러피라
- 페이스 프린스